# Pandit
Un pandit (पण्डित; paṇḍita o paṇḍit en sànscrit) és un estudiós i un mestre, especialment aquell especialitzat en llengua sànscrita, que ha dominat les quatre escriptures de vèdic, samskara, llei d'hindú, religió, música, i/o filosofia sota un guru en un gurukul o ha estat ensenyat sota l'antiga tradició guru acadèmica vèdica Shishya. El manlleu anglès pundit deriva d'aquest. La designació també pot aparèixer abreviat "Pt." o "Pnt." En l'ús original de la paraula, "pandit", sinònim a "purohits", fa referència a un hindú, gairebé sempre un braman, que ha memoritzat una porció substancial dels Vedes, junt amb els ritmes corresponents i melodies per cantar versos religiosos o cantar-los durant oracions o rituals. El terme es fa servir àmpliament per a referint-se al gran Mahasiddha del monestir budista de Nalanda. Buda havia utilitzat el terme en què referir-se als mestres del Sanatana Dharma pur: "Sanatanam va panditanam dhammo."
A l'Índia, 'pandit' és un honor conferit a un expert de qualsevol tema o camp, especialment música hindustani. El seu ús es limita a homes hindús. Els músics masculins musulmans s'atorguen amb el títol 'ustad', i els termes 'vidushi' i 'begum' s'utilitzen per a dones hindús i musulmans respectivament.
El terme 'Pandit' (sempre en majúscules) es prefixa al nom de la persona. Els exemples inclouen Pandit Ravi Shankar i Pandit Bhimsen Joshi. Aquest ús també s'aplica al pandit polític Jawaharlal Nehru.
Els pandit aprenien el dharmasastra, també es contractaven com assessors de jutjat durant els segles XVIII i xix. Inicialment, els jutges britànics tenien molt poc coneixement dels costums i tradicions orals hindús, i en podrien buscar informació sobre qüestions particulars. La Cort Suprema de l'Índia tenia un oficial de llei cridat el Pandit de la Cort Suprema, que aconsellava els jutges anglesos sobre punts de la llei d'hindú. La pràctica fou abandonada el 1864, quan els jutges havien adquirit una mica d'experiència tractant amb la llei d'hindú, i havien aplicat el volum creixent de jurisprudència que s'havia desenvolupat. Més tard, la institució dels Tribunals Suprems, dos anys més d'hora el 1862 promou disminuït el seu ús oficial.
El pandit o pundit era també el nom utilitzat per a inspectors natius indis que exploraven regions al nord de l'Índia per als britànics al segle xix.
En llengua indonèsia i moltes llengües regionals d'Indonèsia, forma derivada de pandit, pendeta, és utilitzat per referir-se a un sacerdot o clergue, en el cristianisme, budisme i hinduisme.